# Elecciones estatales de Sonora de 2015
Las elecciones estatales de Sonora de 2015 se llevaron a cabo el domingo 7 de junio de 2015 simultáneamente con las elecciones federales y en ellas fueron renovados los siguientes cargos de elección popular:
- Gobernador de Sonora. Titular del Poder Ejecutivo del estado, electo para un periodo de seis años no reelegibles en ningún caso. La candidata electa fue Claudia Pavlovich Arellano.
- 72 Ayuntamientos. Compuestos por un Presidente Municipal y regidores, electos para un periodo de tres años no reelegibles para el periodo inmediato.
- 33 Diputados al Congreso del Estado. 21 electos por mayoría relativa en cada uno de los Distrito Electorales y 12 electos mediante el principio de representación proporcional por un sistema de listas.

Al mismo tiempo que estas elecciones se llevaron a cabo las Elecciones federales de 2015 en Sonora en las que se eligieron a los siete diputados federales que representarán a Sonora en el Congreso de la Unión de México.

## Antecedentes
Históricamente, las elecciones para la gubernatura de Sonora han sido muy cerradas, en especial en las de 2003, cuando Eduardo Bours del PRI derrotó por a penas un punto porcentual al candidato del PAN, Ramón Ávila, y en las de 2009, cuando Guillermo Padrés del PAN se impuso sobre el candidato del PRI, Alfonso Elías Serrano por a penas cuatro puntos porcentuales. 
En las elecciones de 2009, donde resultó elegido Guillermo Padrés Elías, de los 33 escaños del Congreso del Estado de Sonora para la LIX Legislatura, 14 diputados locales fueron del Partido Acción Nacional, 14 del Partido Revolucionario Institucional, 2 del Partido de la Revolución Democrática, 2 de Nueva Alianza y 1 del Partido Verde. Mientras que el PAN obtuvo 38 presidencias municipales, el PRI obtuvo 31, el PRD, el PT y el PSD obtuvieron uno cada uno.
Sin embargo, junto con elecciones federales de 2012, en las Elecciones estatales de Sonora de 2012, donde se eligieron diputados locales y ayuntamientos; aunque el Partido Revolucionario Institucional ocupó la preferencia electoral para el cargo de presidente de México con 39.79% de los votos; de los 72 municipios de Sonora, el PAN y Nueva Alianza ganaron en 45 presidencias municipales, mientras que el PRI y Partido Verde ganaron en 26; por otra parte, la alianza entre PRD, PT y Movimiento Ciudadano ganaron en 1 Ayuntamiento. En los escaños en el Congreso del Estado de Sonora de la LX Legislatura se mantuvieron con una proporción muy similar a la del 2009, con 14 para el PAN, 12 para el PRI, 3 para el PRD, 2 para el Partido Verde y 2 para Nueva Alianza.

## Ayuntamientos

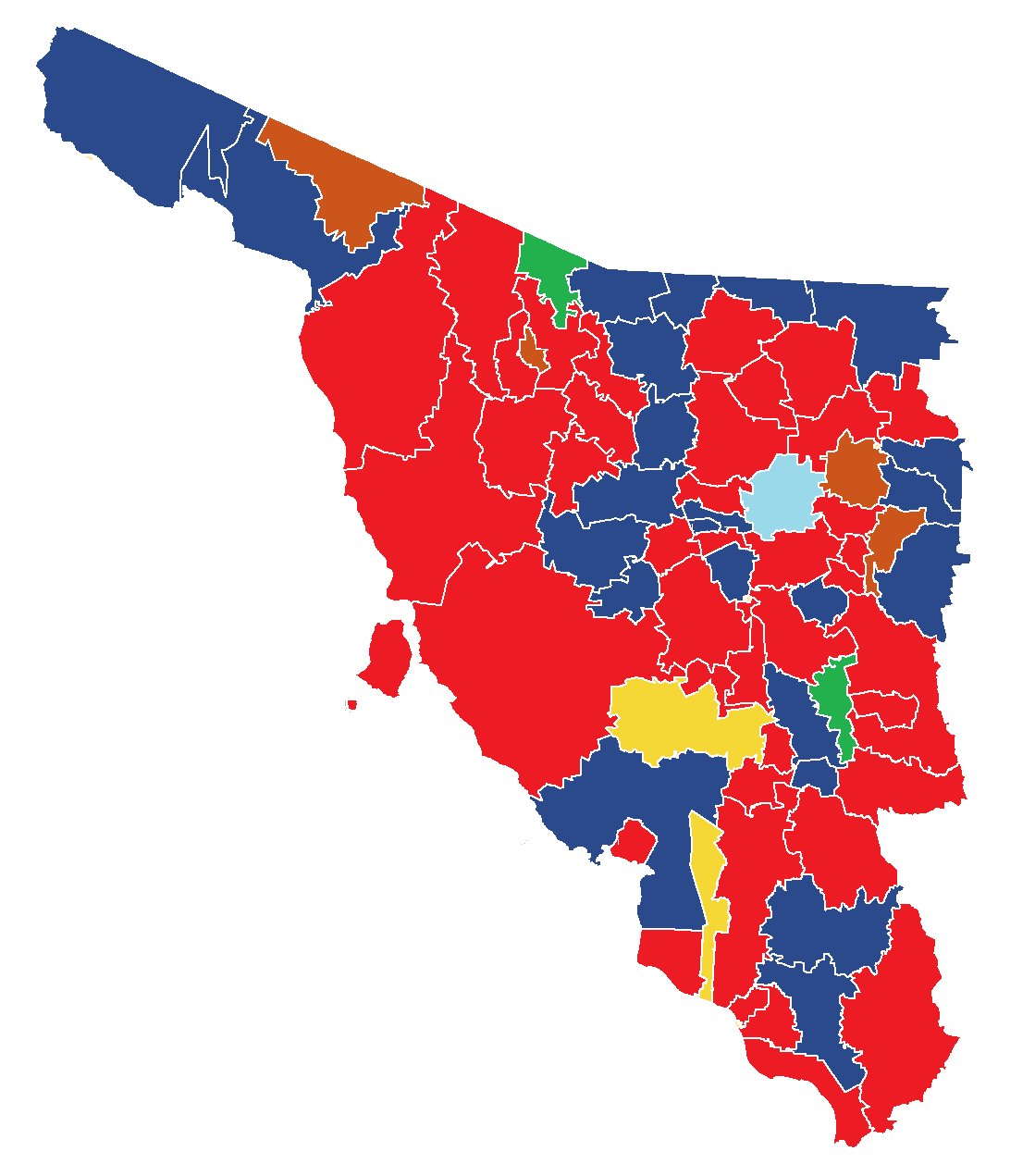
Mapa de los municipios de Sonora de acuerdo al partido político gobernante para el periodo 2015-2018.

| Partido | Partido                              | Municipios |
| ------- | ------------------------------------ | ---------- |
|         | Partido Acción Nacional              | 22         |
|         | Partido Revolucionario Institucional | 12         |
|         | Por un gobierno honesto y eficaz     | 29         |
|         | Partido de la Revolución Democrática | 2          |
|         | Partido Verde Ecologista de México   | 2          |
|         | Movimiento Ciudadano                 | 4          |
|         | Nueva Alianza                        | 1          |
| Total   | Total                                | 72         |

| Municipio     | Pte. Municipal              | Partido | Municipio                     | Pte. Municipal             | Partido |
| ------------- | --------------------------- | ------- | ----------------------------- | -------------------------- | ------- |
| Aconchi       | José Jesús Souffle Enríquez |         | Mazatán                       | Jorge Luis Duarte          |         |
| Agua Prieta   | Héctor Rubalcava            |         | Moctezuma                     | Héctor Sagasta Molina      |         |
| Álamos        | Axel Omar Salas             |         | Naco                          | José Loernzo Villegas      |         |
| Altar         | Everardo Martínez           |         | Nácori Chico                  | Martín Zenón Ayón          |         |
| Arivechi      | José Guillermo Flores       |         | Nacozari de García            | Eduardo Encinas Moreno     |         |
| Arizpe        | Mario Castro Acosta         |         | Navojoa                       | Raúl Silva                 |         |
| Átil          | Antonio Celaya              |         | Nogales                       | Temo Galindo               |         |
| Bacadéhuachi  | Joaquín Jaime Moreno        |         | Ónavas                        | Verónica Valenzuela Avilés |         |
| Bacanora      | Laura Espinoza Alonso       |         | Opodepe                       | Miguel Ángel del Real      |         |
| Bacerac       | Alfio Castro Parra          |         | Oquitoa                       | María del Carmen Martínez  |         |
| Bacoachi      | José Adolfo Salazar         |         | Pitiquito                     | Gumercindo Ruiz            |         |
| Bácum         | Eusebio Miranda             |         | Puerto Peñasco                | Ernesto Munro              |         |
| Banámichi     | Marco Antonio Ochoa         |         | Quiriego                      | Enrique Burboa Valenzuela  |         |
| Baviácora     | Jesús Francisco Martín      |         | Rayón                         | Alejandro Grijalva         |         |
| Bavispe       | Steven Hyrum Langford       |         | Rosario                       | Lupillo Bujanda            |         |
| Benjamín Hill | Jesús Alejandro Fierro      |         | Sahuaripa                     | Plutarco Trejo             |         |
| Caborca       | Karina García               |         | San Felipe de Jesús           | Enrique Quintana           |         |
| Cajeme        | Faustino Félix Chávez       |         | San Javier                    | Luz Ofelia Flores          |         |
| Cananea       | Fernando Herrera Moreno     |         | San Luis Río Colorado         | Enrique Reina              |         |
| Carbó         | Jesús Alfredo Bloch         |         | San Miguel de Horcasitas      | Alma Angelina Tapia        |         |
| La Colorada   | Perla María Rodríguez       |         | San Pedro de la Cueva         | Juan Efrén Castillo        |         |
| Cucurpe       | Jesús Miguel Figueroa       |         | Santa Ana                     | Javier Francisco Moreno    |         |
| Cumpas        | Jesús Alberto Ojeda         |         | Santa Cruz                    | José Jesús García          |         |
| Divisaderos   | Armando Arvayo              |         | Sáric                         | Ranulfo López Peralta      |         |
| Empalme       | Carlos Gómez Cota           |         | Soyopa                        | Manuel García Verdugo      |         |
| Etchojoa      | Ubaldo Ibarra Lugo          |         | Suaqui Grande                 | José María Fimbres         |         |
| Fronteras     | Juan López Alday            |         | Tepache                       | Martin Montaño             |         |
| Granados      | Jaime Barceló Durazo        |         | Trincheras                    | Migdelina García Reina     |         |
| Guaymas       | Lorenzo de Cima Dworak      |         | Tubutama                      | Elmer Montoya Gaxiola      |         |
| Hermosillo    | Maloro Acosta               |         | Ures                          | David Gracia Paz           |         |
| Huachinera    | Jesús Armando Loreto        |         | Villa Hidalgo                 | Manuel de Jesús Durazo     |         |
| Huásabas      | Óscar Mario Fimbres         |         | Villa Pesqueira               | Adrián Othón García        |         |
| Huatabampo    | Heliodoro Soto              |         | Yécora                        | Evodio Valenzuela Lucerp   |         |
| Huépac        | Francisco Javier Padilla    |         | General Plutarco Elías Calles | Heriberto Serrano Campos   |         |
| Imuris        | Carlos Gallego Aguilar      |         | Benito Juárez                 | Moisés Pnce de León        |         |
| Magdalena     | Luis Alfonso Robles         |         | San Ignacio Río Muerto        | Jesús Fermín Guillén       |         |

### Hermosillo
| Partido/Coalición | Partido/Coalición                    | Candidato | Candidato                             |
| ----------------- | ------------------------------------ | --------- | ------------------------------------- |
|                   | Partido Acción Nacional              |           | Damián Zepeda Vidales                 |
|                   | Por un gobierno honesto y eficaz     |           | Manuel Ignacio Acosta Gutiérrez Hecho |
|                   | Partido de la Revolución Democrática |           | Lorenia Valles Sampedro               |
|                   | Partido del Trabajo                  |           | Elizabeth Caballero Espinoza          |
|                   | Movimiento Ciudadano                 |           | María Dolores del Río                 |
|                   | Movimiento Regeneración Nacional     |           | Jacobo Mendoza Ruiz                   |
|                   | Partido Encuentro Social             |           | Silvia Guadalupe Galaz Ortega         |

### Cajeme
| Partido/Coalición | Partido/Coalición                    | Candidato | Candidato                    |
| ----------------- | ------------------------------------ | --------- | ---------------------------- |
|                   | Partido Acción Nacional              |           | Armando Jesús Félix Holguín  |
|                   | Por un gobierno honesto y eficaz     |           | Faustino Félix Chávez Hecho  |
|                   | Partido de la Revolución Democrática |           | Irene Manzo Reyes            |
|                   | Partido del Trabajo                  |           | Francisco Vega López         |
|                   | Movimiento Ciudadano                 |           | Gustavo Almada Bórquez       |
|                   | Movimiento Regeneración Nacional     |           | Plutarco Pérez Elías Calles  |
|                   | Partido Humanista                    |           | Hugo Ceja Abarca             |
|                   | Partido Encuentro Social             |           | Luz Magdalena Guerra Beltrán |

### Nogales
| Partido/Coalición | Partido/Coalición                    | Candidato | Candidato                              |
| ----------------- | ------------------------------------ | --------- | -------------------------------------- |
|                   | Partido Acción Nacional              |           | David Cuauhtémoc Galindo Delgado Hecho |
|                   | Por un gobierno honesto y eficaz     |           | Humberto Jesús Robles Pompa            |
|                   | Partido de la Revolución Democrática |           | Juan Francisco Vásquez Serrano         |
|                   | Partido del Trabajo                  |           | Alejandro Sánchez Peralta              |
|                   | Movimiento Ciudadano                 |           | Marco Antonio Valenzuela Herrera       |
|                   | Movimiento Regeneración Nacional     |           | Alejandro Castro Sandoval              |
|                   | Partido Humanista                    |           | Silvia Robles Romo                     |
|                   | Partido Encuentro Social             |           | Rosario Echeverría Sotomayor           |

### Guaymas
| Partido/Coalición | Partido/Coalición                    | Candidato | Candidato                          |
| ----------------- | ------------------------------------ | --------- | ---------------------------------- |
|                   | Partido Acción Nacional              |           | Lorenzo de Cima Dworak Hecho       |
|                   | Por un gobierno honesto y eficaz     |           | José Luis Marcos León Perea        |
|                   | Partido de la Revolución Democrática |           | José Guzmán López González         |
|                   | Partido del Trabajo                  |           | Rodolfo Lizárraga Arellano         |
|                   | Movimiento Ciudadano                 |           | Marco Antonio Ulloa Cadena         |
|                   | Movimiento Regeneración Nacional     |           | Heriberto Marcelo Aguilar Castillo |
|                   | Partido Humanista                    |           | Jorge Alberto Agundez Rubio        |
|                   | Partido Encuentro Social             |           | Francisco Miranda Ceceña           |

### Navojoa
| Partido/Coalición | Partido/Coalición                                  | Candidato | Candidato                          |
| ----------------- | -------------------------------------------------- | --------- | ---------------------------------- |
|                   | Partido Acción Nacional                            |           | Raúl Augusto Silva Vela Hecho      |
|                   | Partido Revolucionario Institucional Nueva Alianza |           | Gustavo Ildefonso Mendívil Amparán |
|                   | Partido de la Revolución Democrática               |           | Próspero Valenzuela Muñer          |
|                   | Partido Verde Ecologista de México                 |           | Roberto Valdez Liera               |
|                   | Partido del Trabajo                                |           | Alberto Guereña Gardea             |
|                   | Movimiento Ciudadano                               |           | Guillermo Barrón Morales           |
|                   | Movimiento Regeneración Nacional                   |           | Armando Villalobos Godoy           |
|                   | Partido Humanista                                  |           | No designó candidato               |
|                   | Partido Encuentro Social                           |           | Jaime Rafael López Zañudo          |

### San Luis Río Colorado
| Partido/Coalición | Partido/Coalición                                  | Candidato | Candidato                          |
| ----------------- | -------------------------------------------------- | --------- | ---------------------------------- |
|                   | Partido Acción Nacional                            |           | José Enrique Reina Lizárraga Hecho |
|                   | Partido Revolucionario Institucional Nueva Alianza |           | Joel Torres Gutiérrez              |
|                   | Partido de la Revolución Democrática               |           | José Luis Torres Uribe             |
|                   | Partido Verde Ecologista de México                 |           | Hilda Elena Herrera Miranda        |
|                   | Partido del Trabajo                                |           | Marco Antonio Zamudio Mendívil     |
|                   | Movimiento Ciudadano                               |           | Reynaldo González Ruelas           |
|                   | Movimiento Regeneración Nacional                   |           | Santos González Yescas             |
|                   | Partido Humanista                                  |           | Elsa Oralia Cruz Guevara           |
|                   | Partido Encuentro Social                           |           | Ramón Zavala Bernal                |

### Cananea
| Partido/Coalición | Partido/Coalición                    | Candidato | Candidato                     |
| ----------------- | ------------------------------------ | --------- | ----------------------------- |
|                   | Partido Acción Nacional              |           | Juan Molina Álvarez           |
|                   | Por un gobierno honesto y eficaz     |           | Fernando Herrera Moreno Hecho |
|                   | Partido de la Revolución Democrática |           | Abelardo Alberto Rodríguez    |
|                   | Partido del Trabajo                  |           | Emmanuel García Córdova       |
|                   | Movimiento Ciudadano                 |           | Adolfo Armenta Silvas         |
|                   | Movimiento Regeneración Nacional     |           | Carlos Navarrete Aguirre      |

## Diputados locales

### Diputados locales
| Partido | Partido                              | Diputados Mayoría relativa | Diputados Rep. Proporcional | Total |
| ------- | ------------------------------------ | -------------------------- | --------------------------- | ----- |
|         | Partido Acción Nacional              | 8                          | 4                           | 12    |
|         | Partido Revolucionario Institucional | 13                         | 2                           | 15    |
|         | Partido de la Revolución Democrática | 0                          | 1                           | 1     |
|         | Movimiento Ciudadano                 | 0                          | 2                           | 2     |
|         | Nueva Alianza                        | 0                          | 2                           | 2     |
|         | Movimiento Regeneración Nacional     | 0                          | 1                           | 1     |
| Total   | Total                                | 21                         | 12                          | 33    |

### Distrito I San Luis Río Colorado
| Partido/Coalición | Partido/Coalición                    | Candidato | Candidato           |
| ----------------- | ------------------------------------ | --------- | ------------------- |
|                   | Partido Acción Nacional              |           | Lina Acosta Hecho   |
|                   | Por un gobierno honesto y eficaz     |           | Héctor Leyva        |
|                   | Partido de la Revolución Democrática |           | María Luisa Salazar |
|                   | Partido del Trabajo                  |           | Nancy Sánchez       |
|                   | Movimiento Ciudadano                 |           | Mayra Armenta       |
|                   | Movimiento Regeneración Nacional     |           | Roberto Laguna      |
|                   | Partido Encuentro Social             |           | Blanca Federico     |

### Distrito II Puerto Peñasco
| Partido/Coalición | Partido/Coalición                    | Candidato | Candidato                   |
| ----------------- | ------------------------------------ | --------- | --------------------------- |
|                   | Partido Acción Nacional              |           | Célida López Cárdenas Hecho |
|                   | Por un gobierno honesto y eficaz     |           | Elia Magarita Bustamante    |
|                   | Partido de la Revolución Democrática |           | Miguel Ángel Armenta        |
|                   | Partido del Trabajo                  |           | Martha Carmelo              |
|                   | Movimiento Ciudadano                 |           | Romina Vega                 |
|                   | Movimiento Regeneración Nacional     |           | Fernando Sánchez            |
|                   | Partido Encuentro Social             |           | Reginaldo Osorio            |

### Distrito III Caborca
| Partido/Coalición | Partido/Coalición                    | Candidato | Candidato                |
| ----------------- | ------------------------------------ | --------- | ------------------------ |
|                   | Partido Acción Nacional              |           | Antonio Borboa           |
|                   | Por un gobierno honesto y eficaz     |           | Rodrigo Acuña Hecho      |
|                   | Partido de la Revolución Democrática |           | Maira Torres             |
|                   | Partido del Trabajo                  |           | Manuel Razo              |
|                   | Movimiento Ciudadano                 |           | Ramón Altamirano         |
|                   | Movimiento Regeneración Nacional     |           | Concepción Martínez      |
|                   | Partido Encuentro Social             |           | María Mercedes Rodríguez |

### Distrito IV Nogales Norte
| Partido/Coalición | Partido/Coalición                    | Candidato | Candidato               |
| ----------------- | ------------------------------------ | --------- | ----------------------- |
|                   | Partido Acción Nacional              |           | Armando Gutiérrez Hecho |
|                   | Por un gobierno honesto y eficaz     |           | Concepción Larios       |
|                   | Partido de la Revolución Democrática |           | José Ramón Osorio       |
|                   | Partido del Trabajo                  |           | Ernesto García          |
|                   | Movimiento Ciudadano                 |           | Jorge Jiménez           |
|                   | Movimiento Regeneración Nacional     |           | Antonio Ibarra          |
|                   | Partido Humanista                    |           | Alma Cecilia Esquer     |
|                   | Partido Encuentro Social             |           | Ramón Guzmán            |

### Distrito V Nogales Sur
| Partido/Candidatura Común | Partido/Candidatura Común                          | Candidato | Candidato              |
| ------------------------- | -------------------------------------------------- | --------- | ---------------------- |
|                           | Partido Acción Nacional                            |           | Sandra Hernández Hecho |
|                           | Partido Revolucionario Institucional Nueva Alianza |           | Yanula Orozco          |
|                           | Partido de la Revolución Democrática               |           | Yessica Molina         |
|                           | Partido Verde Ecologista de México                 |           | Margarita Salazar      |
|                           | Partido del Trabajo                                |           | Brenda Araujo          |
|                           | Movimiento Ciudadano                               |           | Georgina Encinas       |
|                           | Movimiento Regeneración Nacional                   |           | Bertha Delgado         |
|                           | Partido Humanista                                  |           | Rodrigo Hernández      |
|                           | Partido Encuentro Social                           |           | Saida Valenzuela       |

### Distrito VI Cananea
| Partido/Candidatura Común | Partido/Candidatura Común                                               | Candidato | Candidato             |
| ------------------------- | ----------------------------------------------------------------------- | --------- | --------------------- |
|                           | Partido Acción Nacional                                                 |           | Javier Dagnino Hecho  |
|                           | Partido Revolucionario Institucional Partido Verde Ecologista de México |           | No Registró Candidato |
|                           | Partido de la Revolución Democrática                                    |           | Francisca Sagrario    |
|                           | Partido del Trabajo                                                     |           | José Luis Canesco     |
|                           | Movimiento Ciudadano                                                    |           | Sonia Salazar         |
|                           | Nueva Alianza                                                           |           | Adriana Hoyos         |
|                           | Movimiento Regeneración Nacional                                        |           | Araceli Alfaro        |
|                           | Partido Humanista                                                       |           | No Registró Candidato |
|                           | Partido Encuentro Social                                                |           | Erika de los Reyes    |

### Distrito VII Agua Prieta
| Partido/Coalición | Partido/Coalición                    | Candidato | Candidato            |
| ----------------- | ------------------------------------ | --------- | -------------------- |
|                   | Partido Acción Nacional              |           | Carlos Fu Hecho      |
|                   | Partido de la Revolución Democrática |           | Luis Roberto Rascón  |
|                   | Partido del Trabajo                  |           | Erick Martínez       |
|                   | Movimiento Ciudadano                 |           | José de Jesús Castro |
|                   | Nueva Alianza                        |           | Irma Terán           |
|                   | Movimiento Regeneración Nacional     |           | Viridiana Moreno     |
|                   | Partido Encuentro Social             |           | Pedro Fragoso        |

### Distrito VIII Hermosillo Noroeste
| Partido/Coalición | Partido/Coalición                    | Candidato | Candidato                    |
| ----------------- | ------------------------------------ | --------- | ---------------------------- |
|                   | Partido Acción Nacional              |           | Carolina Lara Hecho          |
|                   | Por un gobierno honesto y eficaz     |           | Rosa Isela Martínez          |
|                   | Partido de la Revolución Democrática |           | Graciela Guillén             |
|                   | Partido del Trabajo                  |           | Dalia Izolda García Figueroa |
|                   | Movimiento Ciudadano                 |           | Víctor Cervantes             |
|                   | Movimiento Regeneración Nacional     |           | Norma González               |
|                   | Partido Humanista                    |           | Carlos Chang                 |
|                   | Partido Encuentro Social             |           | Raúl Rascón                  |

### Distrito IX Hermosillo Centro
| Partido/Coalición | Partido/Coalición                    | Candidato | Candidato                      |
| ----------------- | ------------------------------------ | --------- | ------------------------------ |
|                   | Partido Acción Nacional              |           | Clemen Elías                   |
|                   | Por un gobierno honesto y eficaz     |           | María Cristina Gutiérrez Hecho |
|                   | Partido de la Revolución Democrática |           | Miriam González                |
|                   | Partido del Trabajo                  |           | Fermín Machado                 |
|                   | Movimiento Ciudadano                 |           | Carlos León                    |
|                   | Movimiento Regeneración Nacional     |           | Óscar Medina                   |
|                   | Partido Encuentro Social             |           | Jorge Alberto Ibarra           |

### Distrito X Hermosillo Noreste
| Partido/Coalición | Partido/Coalición                    | Candidato | Candidato               |
| ----------------- | ------------------------------------ | --------- | ----------------------- |
|                   | Partido Acción Nacional              |           | Marcos Noriega          |
|                   | Por un gobierno honesto y eficaz     |           | David Palafox Hecho     |
|                   | Partido de la Revolución Democrática |           | Marisela Huerta         |
|                   | Partido del Trabajo                  |           | Claudia Félix           |
|                   | Movimiento Ciudadano                 |           | Rita Burgos             |
|                   | Movimiento Regeneración Nacional     |           | Alma Delia Limón        |
|                   | Partido Humanista                    |           | Juan Felipe Negrete     |
|                   | Partido Encuentro Social             |           | María del Carmen Sierra |

### Distrito XI Hermosillo Costa
| Partido/Coalición | Partido/Coalición                    | Candidato | Candidato                   |
| ----------------- | ------------------------------------ | --------- | --------------------------- |
|                   | Partido Acción Nacional              |           | Fernando Miranda            |
|                   | Por un gobierno honesto y eficaz     |           | Iris Fernanda Sánchez Hecho |
|                   | Partido de la Revolución Democrática |           | Ramón Castro                |
|                   | Partido del Trabajo                  |           | Benjamín Oseguera           |
|                   | Movimiento Ciudadano                 |           | Miguel Ayala                |
|                   | Movimiento Regeneración Nacional     |           | María Wendy Briceño         |
|                   | Partido Encuentro Social             |           | Juana Marizcal              |

### Distrito XII Hermosillo Sur
| Partido/Coalición | Partido/Coalición                    | Candidato | Candidato              |
| ----------------- | ------------------------------------ | --------- | ---------------------- |
|                   | Partido Acción Nacional              |           | Jesús Enríquez         |
|                   | Por un gobierno honesto y eficaz     |           | Flor Ayala Hecho       |
|                   | Partido de la Revolución Democrática |           | María Isabel Santiago  |
|                   | Partido del Trabajo                  |           | José Haro              |
|                   | Movimiento Ciudadano                 |           | María Mercedes Damián  |
|                   | Movimiento Regeneración Nacional     |           | María Esthela Mar      |
|                   | Partido Encuentro Social             |           | José Luis Mendívil     |
|                   | Candidato Independiente              |           | Carlos Luis Cabanillas |

### Distrito XIII Guaymas
| Partido/Coalición | Partido/Coalición                    | Candidato | Candidato                |
| ----------------- | ------------------------------------ | --------- | ------------------------ |
|                   | Partido Acción Nacional              |           | Manuel Villegas Hecho    |
|                   | Por un gobierno honesto y eficaz     |           | Walter de Cima           |
|                   | Partido de la Revolución Democrática |           | Celestino Sarabia        |
|                   | Partido del Trabajo                  |           | Sara Valle               |
|                   | Movimiento Ciudadano                 |           | Sahara Martínez          |
|                   | Movimiento Regeneración Nacional     |           | Andrés Medina            |
|                   | Partido Humanista                    |           | Elva Covarrubias         |
|                   | Partido Encuentro Social             |           | Carlos Francisco Navarro |

### Distrito XIV Empalme
| Partido | Partido                              | Candidato | Candidato                |
| ------- | ------------------------------------ | --------- | ------------------------ |
|         | Partido Acción Nacional              |           | Dalia Laguna             |
|         | Partido Revolucionario Institucional |           | José Luis Castillo Hecho |
|         | Partido de la Revolución Democrática |           | Reynaldo Rodríguez       |
|         | Partido Verde Ecologista de México   |           | José Trinidad Flores     |
|         | Partido del Trabajo                  |           | Lázaro Arbayo            |
|         | Movimiento Ciudadano                 |           | Rubén Gámez              |
|         | Nueva Alianza                        |           | Modesto Gutiérrez        |
|         | Movimiento Regeneración Nacional     |           | Ibone Romero             |
|         | Partido Encuentro Social             |           | Norma Ramírez            |

### Distrito XV Cd. Obregón Sur
| Partido/Coalición | Partido/Coalición                    | Candidato | Candidato                |
| ----------------- | ------------------------------------ | --------- | ------------------------ |
|                   | Partido Acción Nacional              |           | Martha Patricia Espinoza |
|                   | Por un gobierno honesto y eficaz     |           | Brenda Jaime Hecho       |
|                   | Partido de la Revolución Democrática |           | Juana Bustamante         |
|                   | Partido del Trabajo                  |           | Miriam Magallanes        |
|                   | Movimiento Ciudadano                 |           | Alma Delgado             |
|                   | Movimiento Regeneración Nacional     |           | Fernando Gonzáles        |
|                   | Partido Humanista                    |           | Ernesto Valenzuela       |
|                   | Partido Encuentro Social             |           | Adela Zamora             |
|                   | Candidato Independiente              |           | Jorge Alberto Ponce      |

### Distrito XVI Cd. Obregón Sureste
| Partido/Coalición | Partido/Coalición                    | Candidato | Candidato                 |
| ----------------- | ------------------------------------ | --------- | ------------------------- |
|                   | Partido Acción Nacional              |           | Sara Martínez             |
|                   | Por un gobierno honesto y eficaz     |           | Omar Guillén Hecho        |
|                   | Partido de la Revolución Democrática |           | María del Carmen Guerrero |
|                   | Partido del Trabajo                  |           | Diana López               |
|                   | Movimiento Ciudadano                 |           | Blanca Campa              |
|                   | Movimiento Regeneración Nacional     |           | Rafael Fabela             |
|                   | Partido Humanista                    |           | Conchita Mercado          |
|                   | Partido Encuentro Social             |           | Luis Oscar Silva          |

### Distrito XVII Cd. Obregón Centro
| Partido/Coalición | Partido/Coalición                    | Candidato | Candidato            |
| ----------------- | ------------------------------------ | --------- | -------------------- |
|                   | Partido Acción Nacional              |           | Jacqueline Ramírez   |
|                   | Por un gobierno honesto y eficaz     |           | Emeterio Ochoa Hecho |
|                   | Partido de la Revolución Democrática |           | Virginia Navarro     |
|                   | Partido del Trabajo                  |           | José Luis Delgado    |
|                   | Movimiento Ciudadano                 |           | Reynaldo Montelongo  |
|                   | Movimiento Regeneración Nacional     |           | Pedro Chávez         |
|                   | Partido Humanista                    |           | Isabel Madero        |
|                   | Partido Encuentro Social             |           | Carlos Amaya         |

### Distrito XVIII Cd. Obregón Norte
| Partido/Coalición | Partido/Coalición                    | Candidato | Candidato           |
| ----------------- | ------------------------------------ | --------- | ------------------- |
|                   | Partido Acción Nacional              |           | Manuel Borbón       |
|                   | Por un gobierno honesto y eficaz     |           | Rafael Buelna Hecho |
|                   | Partido de la Revolución Democrática |           | José Martínez       |
|                   | Partido del Trabajo                  |           | Andrés Flores       |
|                   | Movimiento Ciudadano                 |           | Lamberto Valenzuela |
|                   | Movimiento Regeneración Nacional     |           | María Dolores Retes |
|                   | Partido Humanista                    |           | Roberto Espinoza    |
|                   | Partido Encuentro Social             |           | Ramón Robles Crecer |

### Distrito XIX Navojoa Norte
| Partido/Coalición | Partido/Coalición                    | Candidato | Candidato                |
| ----------------- | ------------------------------------ | --------- | ------------------------ |
|                   | Partido Acción Nacional              |           | Máximo Othón             |
|                   | Por un gobierno honesto y eficaz     |           | Jorge Luis Márquez Hecho |
|                   | Partido de la Revolución Democrática |           | Margarito Morales        |
|                   | Partido del Trabajo                  |           | Miriam Cázarez           |
|                   | Movimiento Ciudadano                 |           | Roberto San Vicente      |
|                   | Movimiento Regeneración Nacional     |           | María Leyva Aguirre      |
|                   | Partido Encuentro Social             |           | Evelia Campas            |

### Distrito XX Etchojoa
| Partido/Coalición | Partido/Coalición                    | Candidato | Candidato              |
| ----------------- | ------------------------------------ | --------- | ---------------------- |
|                   | Partido Acción Nacional              |           | Lupita Mendívil        |
|                   | Por un gobierno honesto y eficaz     |           | Ana Luisa Valdez Hecho |
|                   | Partido de la Revolución Democrática |           | Rubén González         |
|                   | Partido del Trabajo                  |           | Carminia Talamante     |
|                   | Movimiento Ciudadano                 |           | Myrna Balderrama       |
|                   | Movimiento Regeneración Nacional     |           | Telésforo Yevismea     |
|                   | Partido Encuentro Social             |           | Víctor Satow           |

### Distrito XXI Huatabampo
| Partido/Coalición | Partido/Coalición                    | Candidato | Candidato                |
| ----------------- | ------------------------------------ | --------- | ------------------------ |
|                   | Partido Acción Nacional              |           | Ramón Díaz Nieblas Hecho |
|                   | Por un gobierno honesto y eficaz     |           | José Manuel Osuna        |
|                   | Partido de la Revolución Democrática |           | Ambrocio Barreras        |
|                   | Partido del Trabajo                  |           | José Luis Laguna         |
|                   | Movimiento Ciudadano                 |           | Fausto León              |
|                   | Movimiento Regeneración Nacional     |           | César Leyva              |
|                   | Partido Encuentro Social             |           | Mariano Coronado         |

## Elecciones internas de los partidos políticos

### Partido Acción Nacional
El 4 de enero de 2015 el PAN recibió el registro de los dos aspirantes a la candidatura al gobierno del estado, siendo éstos Javier Gándara Magaña y Francisco García Gámez. El 15 de febrero de 2015 el Partido Acción Nacional llevó a cabo una elección interna donde el exalcalde de Hermosillo, Javier Gándara derrotó por amplio margen de votación a Francisco García Gámez, quien registró su candidatura prácticamente para que su compañero pudiera hacer precampaña.
Juan Valencia Durazo, el presidente del PAN en Sonora, informó que en los comicios participaron el 70 por ciento de los 24 mil militantes activos y adherentes; de los cuales Javier Gándara obtuvo 13 mil 730 votos en comparación a los 3 mil 119 de García Gámez.

### Partido Revolucionario Institucional
El 16 de febrero de 2015 el PRI ratificó como candidata del partido a la gubernatura de Sonora a Claudia Pavlovich Arellano, en una convención de Delegados donde la secretaria del CEN del PRI, Ivonne Ortega Pacheco, tomó protesta a Claudia Pavlovich como la primera mujer candidata del partido a la gubernatura de Sonora.
La candidatura fue avalada con la constancia de mayoría expedida por la Comisión de Procesos Internos del CDE del PRI, a manos de Ricardo García Sánchez, ante el coordinador de la Fracción Parlamentaria del PRI en el Congreso de la Unión, Manlio Fabio Beltrones.

### Partido de la Revolución Democrática
El 2 de marzo de 2015 el PRD registró ante el Instituto Estatal Electoral a Carlos Navarro López como candidato a la gubernatura de Sonora. Acompañado de su esposa, del dirigente nacional del PRD, Carlos Navarrete Ruiz, de dirigentes de varios comités municipales en Sonora, aspirantes a cargos de elección popular y de una dirigencia interina enviada al estado.
Anteriormente Ana Gabriela Guevara había anunciado su intención de ser candidata por el Partido de la Revolución Democrática y del Partido del Trabajo, pero ésta declinó sus aspiraciones a finales de febrero de 2015, pues consideró que no estaban dadas las condiciones para su candidatura en la entidad y dijo que continuaría con su cargo como Senadora de México por Sonora.

### Partido Humanista
El dos de marzo posterior, Héctor Castro Gallegos, ostentándose como Delegado Nacional de Partido Humanista en Sonora, solicitó el registro de Miguel Ángel Haro Moreno como candidato de dicho partido político a Gobernador de Sonora. En la misma fecha, Gerardo Carmona Presciado, en su calidad de Coordinador Ejecutivo Estatal del Partido Humanista en Sonora, solicitó el registro de Antonio Pérez Yescas para el mismo cargo.
El 9 de marzo de 2015 el IEE aprobó el registro de "Pérez Yescas" y dio la negativa al registro de Haro Moreno. Pese a ser registrado, Antonio Pérez Yescas no hizo ningún evento de proselitismo, razón por la cual se comenzó a interrogar su "existencia política"  al frente de la candidatura.
El 14 de mayo de 2015, Antonio Pérez Yescas presentó ante el IEE su renuncia a ser candidato por el PH al Gobierno de Sonora. Esa misma fecha Gerardo Presciado Carmona, Coordinador Ejecutivo Estatal del Partido presentó solicitud de sustitución de la referida candidatura a Gobernador, y propuso a Juan José Reyes Cervantes como candidato del Partido Humanista a Gobernador de Sonora. Por otra parte Irys Salomón y Carrillo Armenta propusieron a Castro Gallegos.
El 15 de mayo de 2015 se aprobó la candidatura de Héctor Castro Gallegos.
Finalmente el 1 de junio y el 4 de junio de 2015, tanto el Tribunal Estatal Electoral como el Tribunal Electoral del Poder Judicial de la Federación, respectivamente, fallaron en contra de la candidatura de Héctor Castro Gallegos, dejando al Partido Humanista sin candidato alguno a la Gubernatura de Sonora para la elección del domingo 7 de junio de 2015.
Extracto del Párrafo 2.º y 3.º del Punto N.º 6 "Efectos de la Sentencia":
"Una consecuencia directa del presente fallo es, que a la fecha en que se dicta, el Partido Humanista carece de candidato a la Gubernatura del Estado de Sonora.
A partir de dicha consecuencia, en su caso, los votos en los que se marque el emblema del Partido Humanista en la elección de Gobernador del Estado de Sonora deberán ser computados a favor de dicho partido político."

## Encuestas electorales de candidatos a Gobernador de Sonora
Las campañas iniciaron el 6 de marzo de 2015. En la mayoría de las encuestas se muestra un empate técnico, por lo que se previó que la jornada electoral fuera cerrada. Se pueden consultar en las siguientes páginas: 
http://consulta.mx/ (enlace roto disponible en Internet Archive; véase el historial, la primera versión y la última)..
http://www.parametria.com.mx/ (enlace roto disponible en Internet Archive; véase el historial, la primera versión y la última)..
http://www.gabinete.mx/ (enlace roto disponible en Internet Archive; véase el historial, la primera versión y la última)..
http://www.pulso.com.mx/ (enlace roto disponible en Internet Archive; véase el historial, la primera versión y la última)..